# Пјани Сант'Елја (Ријети)
Пјани Сант'Елја је насеље у Италији у округу Ријети, региону Лацио.
Према процени из 2011. у насељу је живело 161 становника. Насеље се налази на надморској висини од 387 м.